# Îlot 8 de la ZAC Basilique (Saint-Denis)

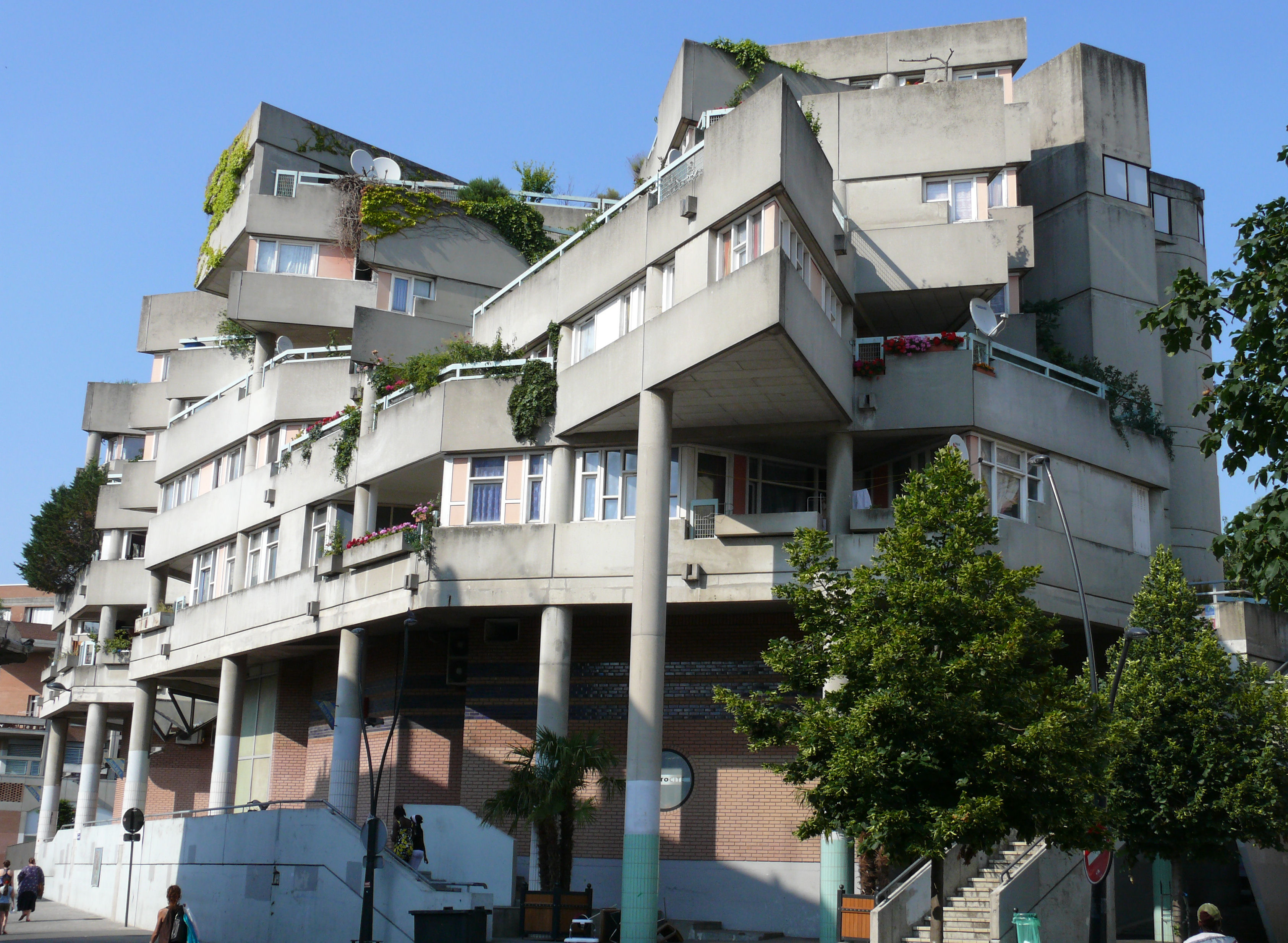
L'Îlot 8 vu de la Place Jean-Jaurès à Saint-Denis en 2010

L'Îlot 8 de la ZAC Basilique est un ensemble immobilier de logements sociaux situé à Saint-Denis et conçu par l'architecte française Renée Gailhoustet. Il s'inscrit dans le cadre de la zone d'aménagement concerté autour de la Basilique Saint-Denis. Il fut édifié entre 1975 et 1986 lors de la rénovation du centre-ville, pendant laquelle furent remplacés les précédents logements, insalubres. Le style architectural de l'ensemble est le brutalisme, alors au plus fort de sa popularité.

## Historique

### Contexte
En 1945, la municipalité de Saint-Denis classe comme "insalubre" un îlot urbain du centre-ville, près de la Basilique. Cet "Îlot Basilique", tel qu'il est nommé, est l'un des huit bidonvilles recensés dans la ville fin 1965.
La rénovation urbaine se concrétise dès la création en 1956 de la SONACOTRAL, organisme public dont la mission est de répondre aux besoins de logements sociaux des travailleurs immigrés arrivés sur le territoire français à la suite de la Seconde Guerre Mondiale et le besoin de main d'œuvre qui a suivi. À la construction de logements sociaux s'ajoute la mission de résorption des bidonvilles et des logements insalubres. L'action de cet organisme s'accroît en 1972 en raison de la mise en application de la loi de Résorption de l'Habitat Insalubre, dite "loi Vivien", qui ordonne la suppression de tous les bidonvilles de France d'ici à la fin de l'année 1972,. Malgré cette loi, la destruction des bidonvilles de Saint-Denis n'est totalement achevée, selon la municipalité, qu'en 1974.

### Conception
Le périmètre des bidonvilles détruits est divisé en "îlots" dont chacun est confié à un architecte par la SODETAT 93, organisme concessionnaire nommé par la municipalité. Autour de la Basilique Saint-Denis s'instaure une ZAC à laquelle sont intégrés certains "îlots". 
L'Îlot 8 est confiée à Renée Gailhoustet, qui a conçu, avec Jean Renaudie et en tant que chef du projet de rénovation du centre-ville ivryen, l'ensemble d'immeubles des Étoiles d'Ivry, aussi une commande de la SODETAT 93. L'ensemble doit contenir des commerces et 182 appartements. 
Pour Gailhoustet, l'Îlot 8 est un prolongement des projets et des concepts qu'elle a réalisés auparavant avec Renaudie, notamment à Ivry-Sur-Seine ; les ressemblances entre les Étoiles d'Ivry et l'Îlot 8 sont volontaires,. La même géométrie orthogonale et triangulaire (qui donnera son nom aux Étoiles d'Ivry) est exploitée pour l'Îlot 8. 

## Projet social

### Une réponse à un besoin d'habitation
L'objectif de l'architecte est de concentrer de nombreux habitants (pour la plupart issus des classes populaires et ouvrières) dans un espace plus restreint mais qui visuellement ne dénature pas le centre-ville de Saint-Denis, entre Basilique, Mairie et marché, et qui constitue un habitat digne pour ses habitants.

### Un projet novateur
L'Îlot 8 est pensé comme un point repère du centre-ville sans pour autant être un projet qui dénature la ville. Chaque appartement est unique et l'uniformité n'est pas recherchée.
L'ensemble, combinant massivité et formes originales, reflète les théories développées par Renaudie et Gailhoustet au cours de leur collaboration,. Il devait être un lieu de vivre-ensemble, dans lequel toutes les classes sociales cohabiteraient.
Les spécificités novatrices de l'Îlot n°8 sont similaires à celles des Étoiles d'Ivry, combinant dalles, logements, commerces, terrasses et espaces communs à l'intérieur de l'ensemble, mais isolés de la voirie,. La présence importante des espaces végétaux est avant-gardiste, anticipant la popularisation de l'architecture écologique.

## Évolution

### De multiples désillusions
Dans les décennies suivant l'inauguration de l'ensemble en 1986, on note plusieurs problèmes. Tout d'abord, des problèmes pratiques, notamment infiltration d'air et d'eau dans les appartements, impossibilité, à l'origine, d'ouvrir les fenêtres et mauvaise isolation thermique. Ensuite, l'accessibilité des espaces à tous les dionysiens occasionne des problèmes de délinquance : les possibilités d'occuper les lieux sont nombreuses et le bâtiment devient le théâtre d'activités illégales notamment avec le trafic de drogue, sur les dalles,. Enfin, l'impopularité du brutalisme à partir des années 1980 a contribué à la mauvaise réputation et à la paupérisation de l'Îlot 8, ce qui va à l'encontre du projet initial de mixité sociale.

### Futur de l'ensemble
L'Agence Nationale pour la Rénovation Urbaine, dans le cadre de son "Nouveau Programme National de Renouvellement Urbain", a intégré l'Îlot 8 dans ce programme pour le financement de sa rénovation en 2016,. Parallèlement, des initiatives sont prises par les habitants afin de rénover des parties de l'ensemble, parfois à l'abandon depuis une dizaine d'années.